# 夏侯祖权
夏侯祖权（？—？），一作祖欢，谯郡谯县（今安徽省亳州市）人，刘宋官员。

## 生平
元嘉二十三年（446年），刘宋太原郡人颜白鹿私自进入北魏境内，被北魏俘虏，北魏相州刺史要杀了颜白鹿，颜白鹿欺骗说：“是青州刺史杜骥派我来归顺。”北魏人将颜白鹿送到平城，魏太武帝高兴地说：“杜骥是我的母亲同姓。”魏太武帝命令崔浩写信给杜骥，派遣司徒祭酒王琦携带书信随颜白鹿南归，又命令永昌王拓跋仁、高凉王拓跋那率领士兵迎接杜骥，在历城进攻刘宋冀州刺史申恬，杜骥派遣宁朔司马夏侯祖欢、中兵参军吉渊等人率领将士迅速救援历城，北魏攻克太原郡，得到四千多人口，牛六千多头。
孝建元年（454年），南郡王刘义宣反叛，派遣使者拉拢辅国将军、兖州刺史徐遗宝，任命徐遗宝为征虏将军、徐州刺史，徐遗宝派遣长史刘雍之袭击彭城，宁朔司马明胤将刘雍之击败，徐遗宝再派遣高平郡太守王玄楷与刘雍之再度逼近彭城。当时徐州刺史萧思话还没有到徐州，朝廷因此诏令安北司马夏侯祖权率领五百人前往彭城支援明胤，夏侯祖权到了之后，击败王玄楷将他斩首。夏侯祖权因功封祁阳县子，食邑四百户。孝建元年二月丙申（454年4月12日），夏侯祖权出任建武将军、兖州刺史。冀州刺史垣护之的妻子是徐遗宝的姐姐，徐遗宝邀请垣护之一起反叛，垣护之不从，发兵进攻。垣护之派遣士兵袭击彭城的徐州长史明胤，没能攻克。孝建元年（454年）三月，明胤和夏侯祖欢、垣护之在湖陆共同进攻徐遗宝，徐遗宝舍弃部下焚烧城市，投奔鲁爽。大明六年七月甲申（462年8月16日），发生了地震，鲁郡地动山摇，彭城城墙上的矮墙崩塌了一段，长有四百八十丈，房屋倾倒，兖州地裂涌出泉水，两年都没停。之后夏侯祖权在兖州刺史任内去世，谥号烈子。

## 其他
赵超宗夫人王氏墓志中记载自己第五女所嫁谯国夏侯朏的祖父名为夏侯祖真，《史学集刊》编辑部副主任孙久龙认为夏侯祖真与夏侯祖权名字类似，或许是同族。